# Diospyros japonica
Diospyros japonica là một loài thực vật có hoa trong họ Thị. Loài này được Siebold & Zucc. mô tả khoa học đầu tiên năm 1846.